# Little Derby
Pour les articles homonymes, voir Derby.
Le Little Derby est un fromage anglais de type Derby fabriqué dans le Derbyshire. Ce fromage est similaire en goût et en texture au Cheddar mais sans la couleur du Cheddar due au rocou. 
Un des producteurs de ce fromage, Fowlers, s'est installé à Earlswood, Warwickshire, après avoir déménagé du Derbyshire en 1918.
Le Little Derby est fait avec du lait de vache de pasteurisé et contient environ 48 % de matières grasses. Il n'est pas coloré avec du rocou contrairement au Cheddar mais les meules, de 40cm de diamètre environ, sont lavées dans le vin rouge pour donner une couleur orangée. Ce fromage est affiné pendant sept mois.

## Sources
- (en) Cet article est partiellement ou en totalité issu de l’article de Wikipédia en anglais intitulé « Little Derby » (voir la liste des auteurs).